# 関城 (常陸国)
関城（せきじょう）は、茨城県筑西市関館（常陸国真壁郡）にあった日本の城。国の史跡に指定されている。

## 概要
鎌倉時代に結城氏の一族である藤姓関氏によって築かれた平城である。
南北朝時代に入ると、関宗祐・宗政親子は南朝方にあったが、暦応4年/興国2年（1341年）に小田治久の離反によって小田城を追われた北畠親房がこの城に逃げ込んだことから、近隣の大宝城とともに北朝方の標的となる。戦いは2年にわたったが、康永2年/興国4年11月11日（1343年11月28日）に北朝側からの総攻撃を受けて翌日陥落、関親子は討死し、北畠親房は辛うじて脱出した（関城・大宝城の戦い）。
この戦いの最中に北畠親房が白河城の結城親朝に対して送ったとされる『関城書』は有名である。